# Murexia
Мурексія (Murexia) — рід сумчастих, родини кволових. Згідно з роботою Краєвського та ін (2007) рід вміщує 5 видів. Усі види проживають на острові Нова Гвінея та довколишніх островах.